# Anton Wattaul
Anton Wattaul (* 13. Mai 1957 in Wieselburg) ist ein österreichischer Unternehmer und ehemaliger Politiker (FPÖ/BZÖ). Wattaul war zwischen 1999 und 2006 Abgeordneter zum Österreichischen Nationalrat.

## Ausbildung und Beruf
Anton Wattaul besuchte zwischen 1963 und 1972 die Volks- und Hauptschule in Wieselburg und erlernte im Anschluss bis 1976 den Beruf des Kfz-Mechanikers. Er leistete 1977 den Präsenzdienst ab und erwarb 1977 die Konzessionsprüfung für Güterbeförderung.
Wattaul arbeitete zwischen 1977 und 1982 im Ausland und war zwischen 1982 und 1989 in einem Transportunternehmen angestellt. Seit 1990 ist er selbständiger Transportunternehmer.

## Politik
Anton Wattaul war zwischen 1995 und 2000 Stadtrat in Wieselburg und im Anschluss bis 2004 Mitglied des Gemeinderats. Am 29. Oktober 1999 zog er erstmals als Vertreter der FPÖ in den Nationalrat ein. Er gehörte bis zum 19. Dezember 2002 dem Nationalrat an, zog jedoch am 5. März 2003 wieder in den Nationalrat ein. Nachdem er am 6. Juli 2004 wieder aus dem Parlament ausgeschieden war, erhielt er am 7. September 2005 erneut ein Nationalratsmandat. Im Zuge der Parteispaltung der FPÖ schloss sich Wattaul dem BZÖ an und wurde am 29. Jänner 2006 zum Landesobmann des BZÖ-Niederösterreich gewählt. Bereits am 18. Juli 2006 trat Wattaul wieder von seiner Funktion als Landesobmann zurück, da der „Umgang mit Menschen im neuen BZÖ unter Peter Westenthaler“ nicht das sei, was er sich vorgestellt hatte. Bei seinem Rücktritt schloss er eine Rückkehr in die FPÖ nicht aus. Am 29. Oktober 2006 schied Wattaul auch aus dem Nationalrat aus.

## Privates
Anton Wattaul hat ein Kind.